# Barman (beroep)

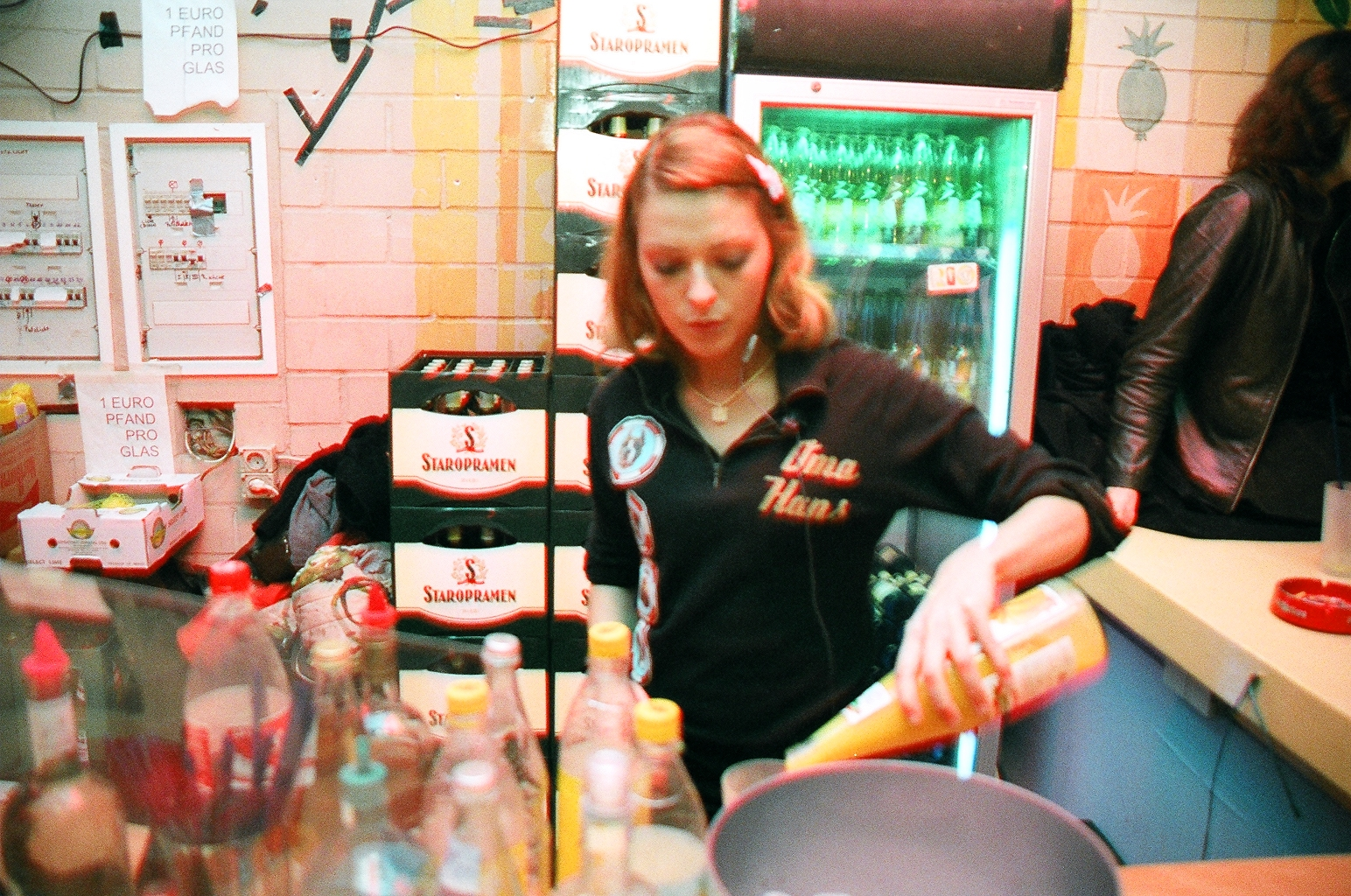
Een barmeid in een Berlijnse discotheek

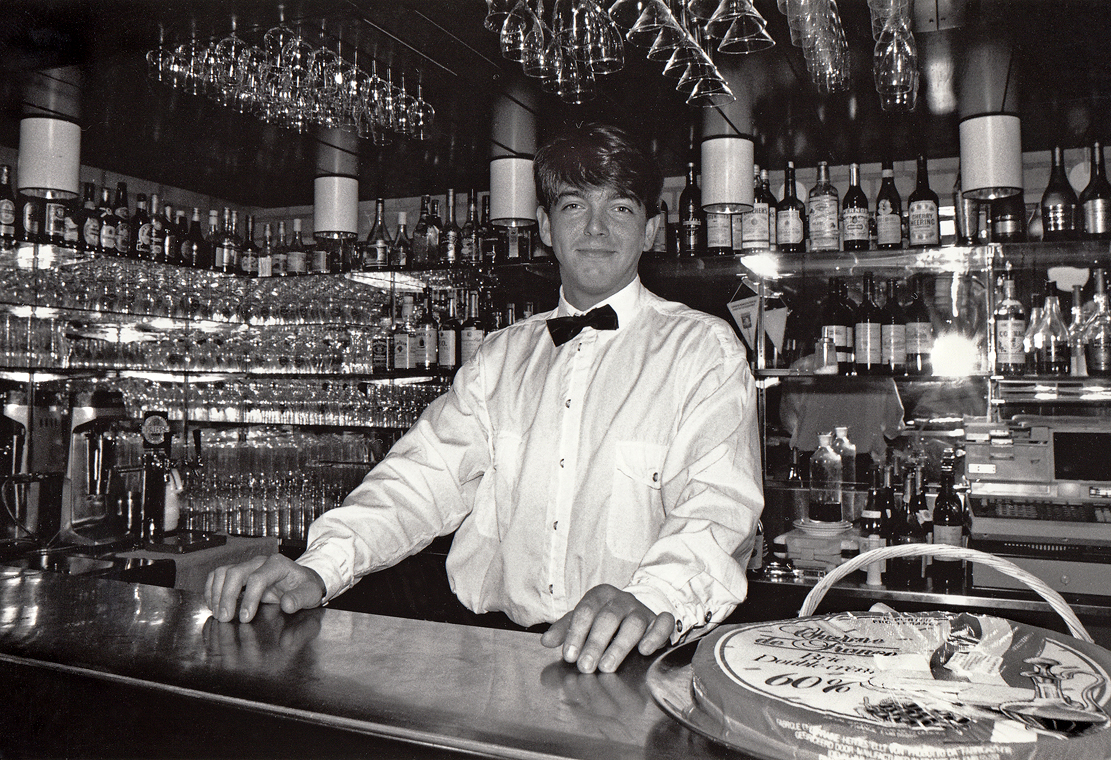
Barman. Skyline Hotell Malmö 1992.

Een barman, barkeep, barkeeper, tapper of schenker, bij vrouwen soms barmeid, barmeisje of barjuffrouw genoemd, is iemand die als beroep achter de toog van een café, club of restaurant staat en dranken maakt of inschenkt voor gasten. Een barkeeper staat doorgaans in voor de bevoorrading van de bar. In tegenstelling tot kelners, die de gasten aan tafel bedienen, werkt de barman van achter de toog. Het werk van een barman wordt barkeepen genoemd.
Een barkeeper-assistent wordt een barback genoemd.
Een barkeeper die koffiedranken bereidt in bijvoorbeeld een koffiebar, een restaurant of een hotel wordt een barista genoemd.
Wanneer de barkeeper ook eigenaar of uitbater is van de drink- of eetgelegenheid, spreekt men traditioneel van de waard of herbergier.